# Alcaloide pirrolizidinico

Formula di struttura della retronecina, un alcaloide pirrolizidinico presente nel senecione comune e nella consolida maggiore

Gli alcaloidi pirrolizidinici (PA) costituiscono un gruppo di alcaloidi formalmente derivati della pirrolizidina comprendente composti molto tossici, soprattutto a livello epatico. Più di 660 PA e PA N-ossidi (PANO) sono stati identificati in oltre 6.000 piante, e circa la metà di essi presentano epatotossicità. Si trovano in vegetali appartenenti alle famiglie delle Boraginaceae, Asteraceae, Orchidaceae e Leguminosae, meno frequentemente nelle Convolvulaceae e Poaceae, e in almeno una specie delle Lamiaceae. È stato stimato che il 3% delle piante da fiore del mondo contengono alcaloidi pirrolizidinici. Sono prodotti come meccanismo di difesa contro insetti fitofagi e animali erbivori.

## Struttura
La maggior parte degli alcaloidi pirrolizidinici sono esteri prodotti della reazione tra un amminoalcol e uno o due acidi carbossilici alifatici.
Principali caratteristiche strutturali di un tipico alcaloide pirrolizidinico (senecionina):
Riquadro rosso: gruppo ossidrilico esterificato in C9
Riquadro verde: gruppo ossidrilico esterificato in C7
Riquadro blu: doppio legame tra C1-C2
Riquadro arancione in alto: acido necico (acido senecico)
Riquadro arancione in basso: base necina (retronecina)

### Basi necine
Gli amminoalcol derivano formalmente dalla pirrolizidina, che costituisce lo scheletro biciclico, e prendono il nome di necine o basi necine. Costituiscono gli alcaloidi pirrolizidinici più semplici e la base per la formazione di nuovi PA complessi tramite esterificazione con gli acidi necici.

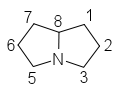
Pirrolizidina
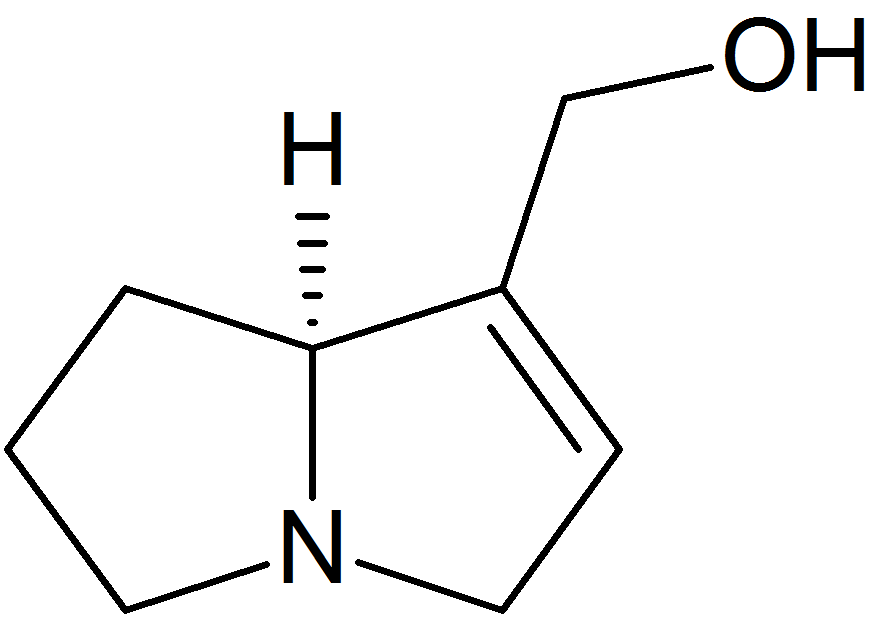
Supinidina
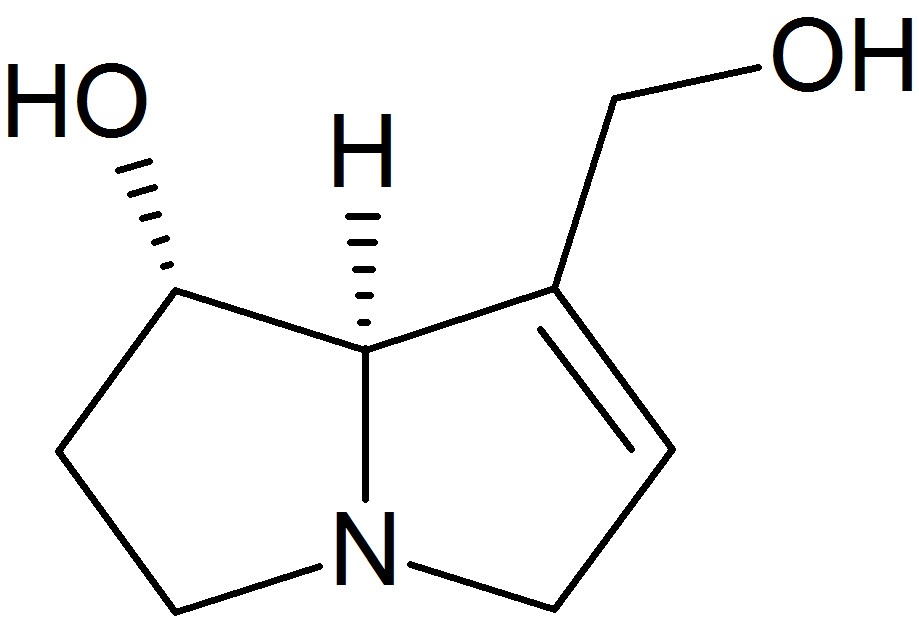
Eliotridina
Retronecina

Il legame C1-C2 è generalmente un doppio legame ma non necessariamente, come nel caso della platinecina e rosmarinecina

Platinecina
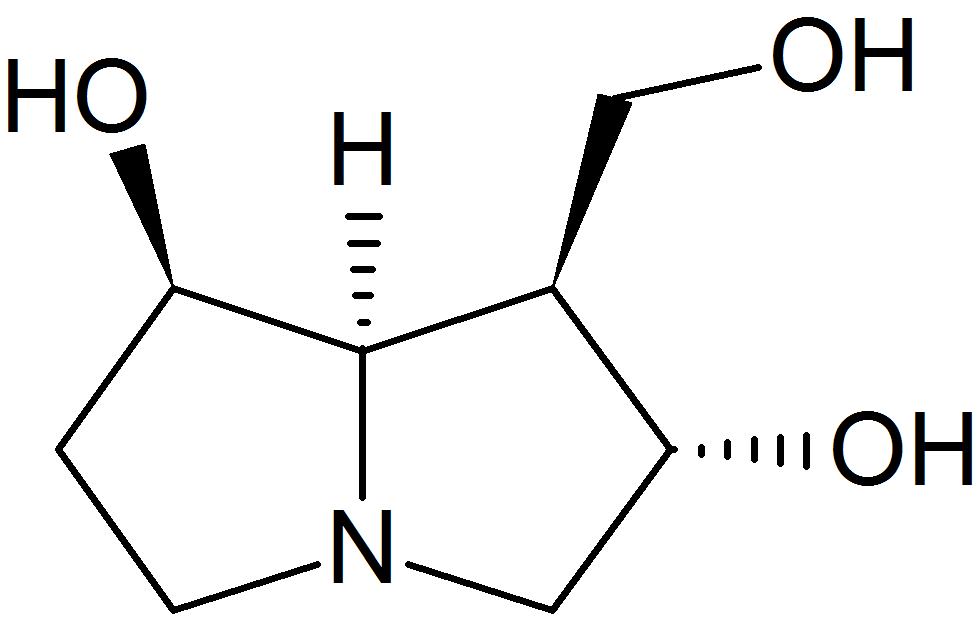
Rosmarinecina

In alcune necine può essere assente il legame tra atomo di carbonio e azoto, come nel caso della otonecina

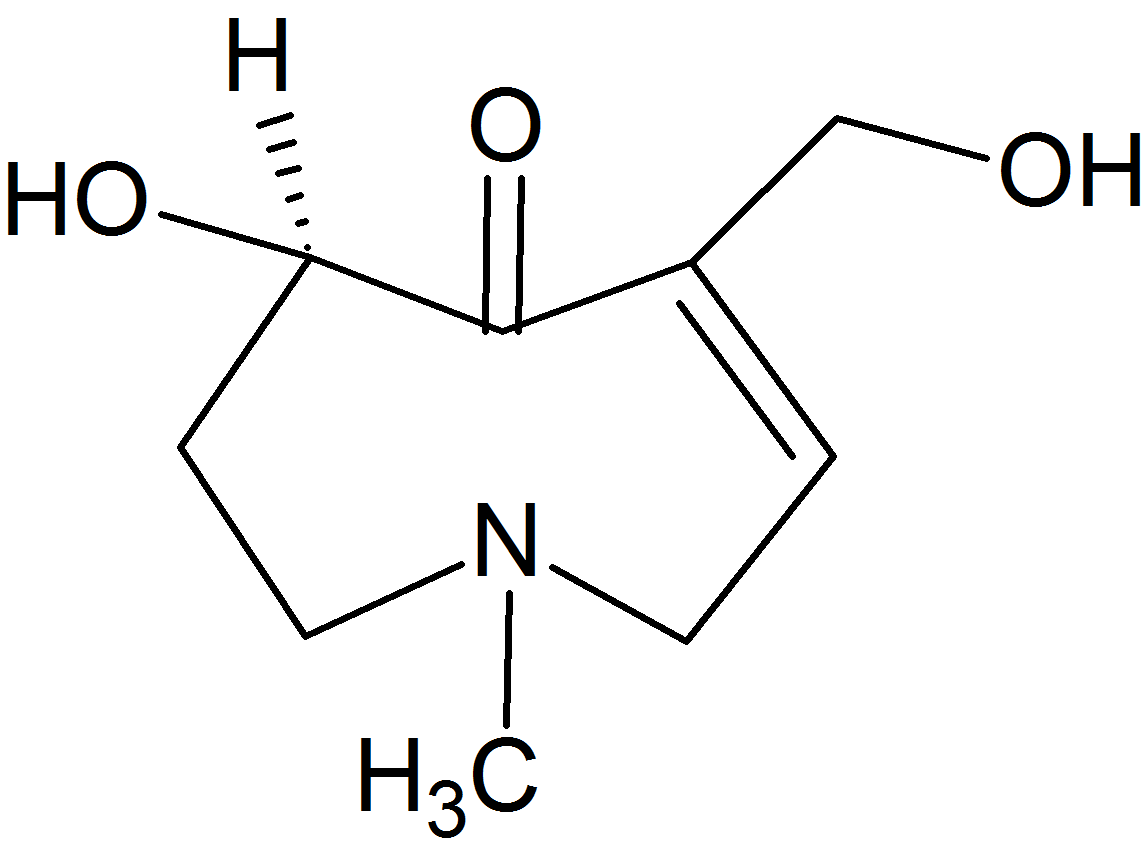
Otonecina

Le necine presentano sempre un gruppo idrossimetile (-CH2-OH) in C-1 e talvolta un gruppo ossidrilico secondario in C-7 (retronecina, eliotridina) in C-2 (rosmarinecina) e in C-6 (crotanecina).

### Acidi necici
Gli acidi coinvolti nelle reazioni di esterificazione sono chiamati acidi necici. Questi sono alifatici e possono essere C5 (acido angelico, acido tiglico), C7 (acido lasiocarpico, acido (+)-trachelantico, acido (-)-viridiflorico, ecc), C8 (acido monocrotalico) oppure C10 (acido senecico, acido riddelico)

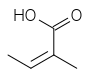
Acido angelico
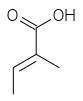
Acido tiglico
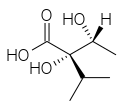
Acido (+)-trachelantico
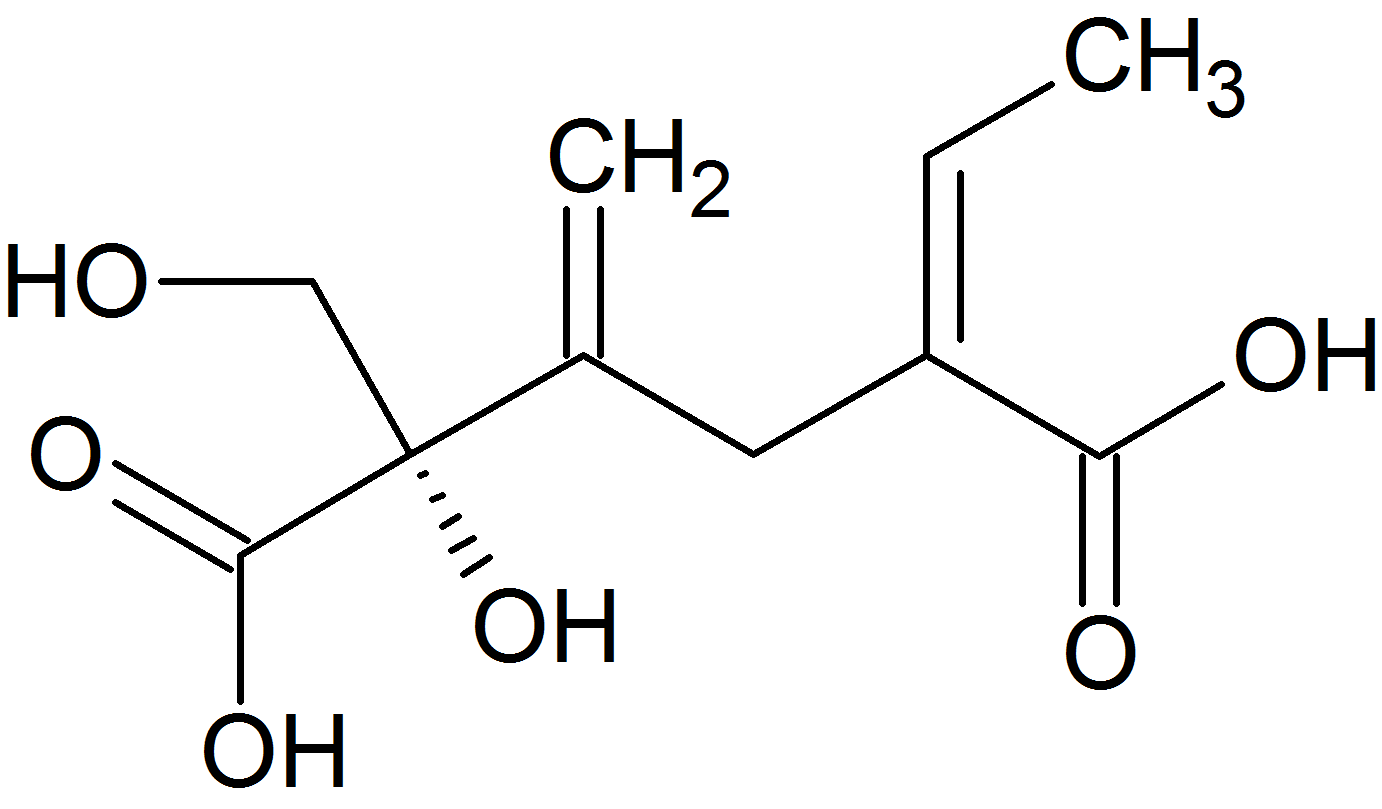
Acido riddelico

### Esteri risultanti
I composti risultanti sono mono e diesteri

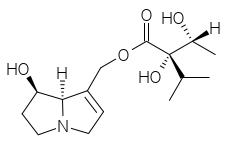
Intermedina
Licosamina
Simfitina (7-tiglil-9-viridiflorilretronecina)

o diesteri macrociclici (in questo caso i 7,9-dioli pirrolizidinici sono esterificati con un acido dicarbossilico)
- R=H : senecionina
R=OH : retrorsina

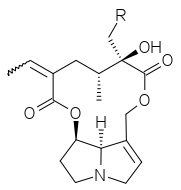
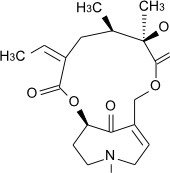
Senkirkina

## Ecologia
Alcuni lepidotteri, in particolare alcune specie di Arctiidae, utilizzano gli alcaloidi pirrolizidinici come precursori per la sintesi di feromoni e per difendersi contro i predatori.

## Sicurezza alimentare
Il miele può contenere alcaloidi pirrolizidinici, così come i cereali, latte, frattaglie e uova. Fino ad oggi non esiste un regolamento internazionale degli PA negli alimenti, a differenza degli PA presenti nelle erbe e farmaci.

## Tossicologia
Gli alcaloidi pirrolizidinici 1,2-insaturi sono epatotossici. PA possono causare la malattia veno-occlusiva (VOD) epatica e cancro del fegato.

## Specie di piante contenenti alcaloidi pirrolizidinici
| Famiglia     | Nome comune              | Nome botanico                     | Principali PA presenti                          |
| ------------ | ------------------------ | --------------------------------- | ----------------------------------------------- |
| Boraginaceae | Borragine                | Borago officinalis L.             | intermedina, licopsamina, amabilina, supinidina |
| Boraginaceae | Consolida maggiore       | Symphytum officinale L..          | licosamina, sinfitina                           |
| Boraginaceae | Eliotropo                | Heliotropium europaeum L.         | eliotrina, lasiocarpina                         |
| Boraginaceae | Eliotropo indiano        | Heliotropium indicum L.           | indicina, acetil-indicina, indicinina           |
| Boraginaceae | Viperina piantaginea     | Echium plantagineum L.            | echimidina, licosamina                          |
| Asteraceae   | Agerato o celestino      | Ageratum houstonianum Mill.       | licosamina, esteri della retronecina            |
| Asteraceae   | Canapa acquatica         | Eupatorium cannabinum L.          | echinatina, licosamina, intermedina, rinderina  |
| Asteraceae   | Senecione di San Giacomo | Jacobaea vulgaris Gaertn.         | senecionina, esteri della retronecina           |
| Asteraceae   | Senecione comune         | Senecio vulgaris L.               | senecionina, senecionina N-ossido               |
| Asteraceae   | Senecione di Riddell     | Senecio riddellii Torr. & A. Gray | riddelliina                                     |
| Asteraceae   | Tossilaggine comune      | Tussilago farfara L.              | senchirchina, senecionina                       |